# Gladiator

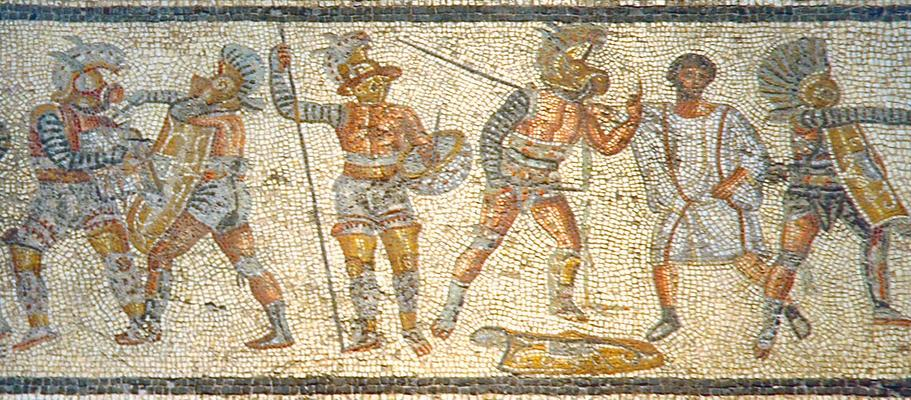
Gladiatori (Mozaicul de la Zliten, Libia)

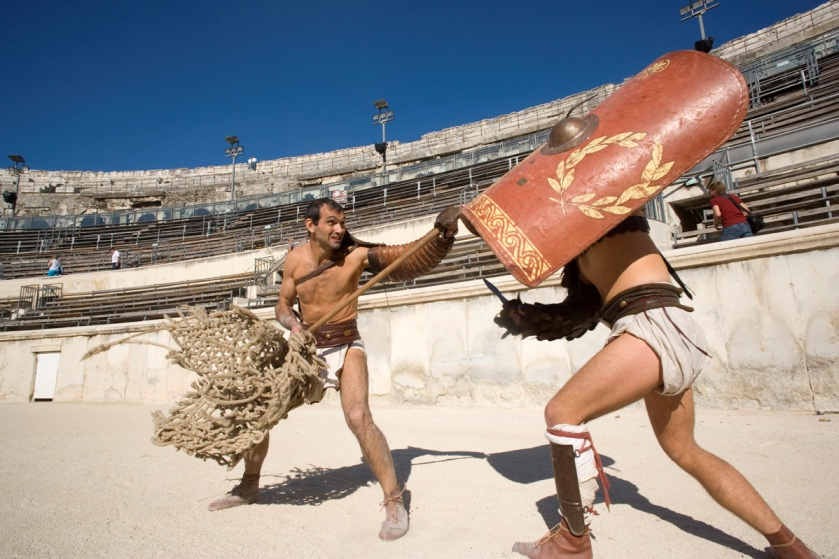
Gladiatori - simulare

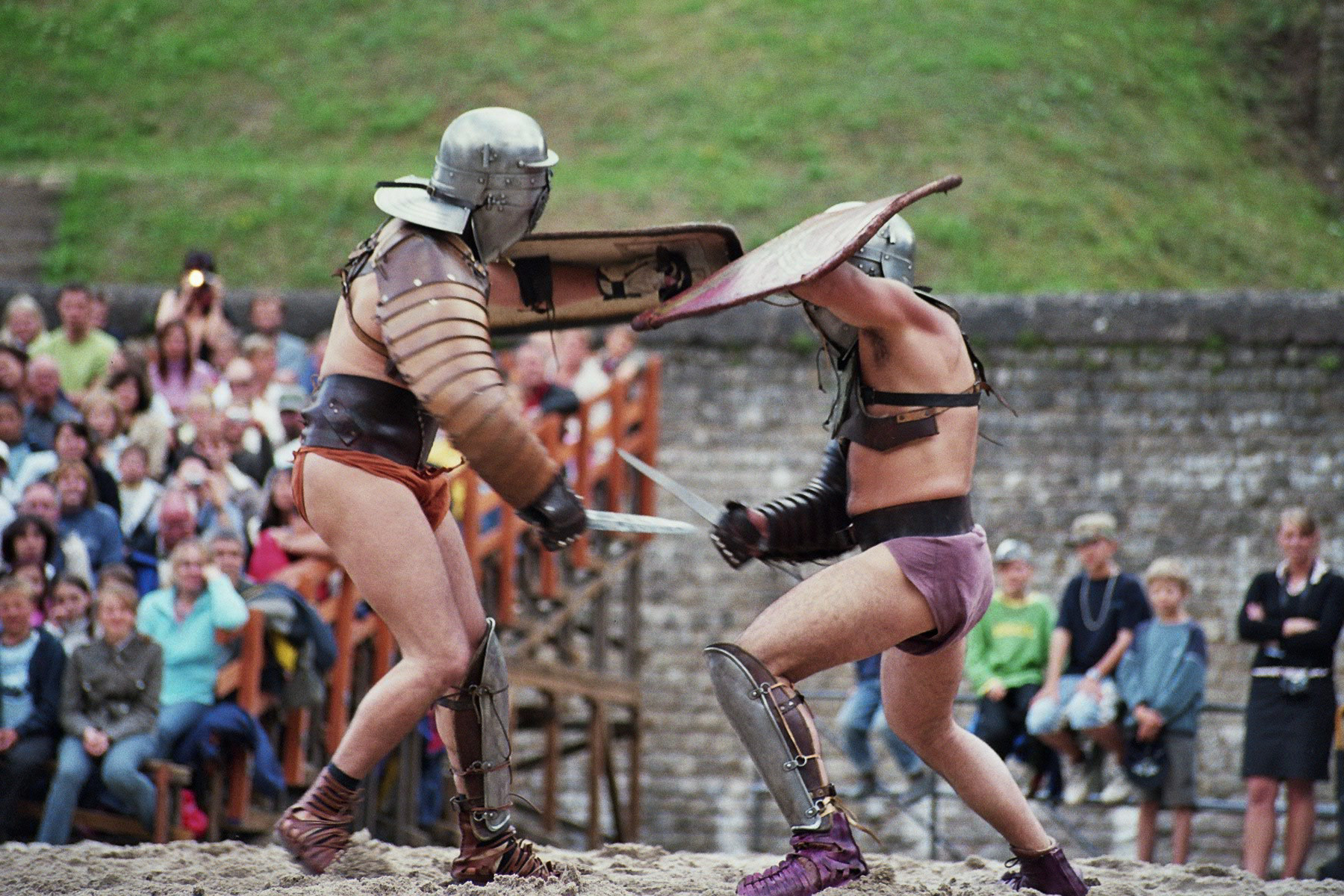
Gladiatori în luptă - reconstituire

În Roma antică, gladiatorul era un bărbat (de obicei sclav) care se lupta în arenă cu un alt gladiator, fiare sălbatice sau criminali condamnați  spre deliciul audienței. Unii gladiatori au fost voluntari care și-au riscat viața și statutul legal și social apărând în arenă. Cei mai mulți au fost disprețuiți ca sclavi, școliți în condiții dure, marginalizați social și segregați chiar și după moarte.
Indiferent de originea lor, gladiatorii au oferit spectatorilor un exemplu de etică marțială a Romei și, luptând sau murind bine, puteau inspira admirație și aclama populară. Au fost celebrați în arta înaltă și joasă, iar valoarea lor ca animatori a fost comemorată în obiecte prețioase și banale în întreaga lume romană.
Originea luptei de gladiatori este deschisă dezbaterii. Există dovezi ale acesteia în riturile funerare din timpul războaielor punice din secolul al III-lea î.Hr., iar după aceea a devenit rapid o trăsătură esențială a politicii și vieții sociale în lumea romană. Popularitatea sa a dus la utilizarea sa în jocuri din ce în ce mai somptuoase și mai costisitoare.
Jocurile cu gladiatori au durat aproape o mie de ani, atingând apogeul între secolul I î.Hr. și secolul II d.Hr. Creștinii au dezaprobat jocurile, deoarece implicau ritualuri păgâne idolatre, iar popularitatea concursurilor de gladiatori a scăzut în secolul al V-lea, ducând la dispariția lor.

## Descriere
Denumirea provine de la sabia romană gladius, gladiator însemnând inițial „luptător cu sabia”.
Soarta celui cu care se lupta era decisă de publicul amfiteatrelor sau arenelor de luptă, aceștia exprimându-și dorința de a îl lăsa în viață pe gladiatorul învins ridicând degetul mare în sus și dorința de a fi omorât de gladiatorul victorios lăsând degetul mare în jos. Gladiatorii aparțineau unei școli de gladiatori conduse de un Lanista roman. Acolo aceștia învățau scrima și arta sabiei. Gladiatorii care își redobândeau libertatea se numeau rudiari (în latină rudiarius).
Gladiatorii erau de mai multe naționalități: traci, samniți, germani, etc. Imperiul Roman a atacat mai multe popoare, locuitorii acelor popoare erau adesea luați sclavi sau gladiatori.
Cel mai vestit dintre gladiatori este considerat de către istorici a fi Spartacus, omul care a luptat alături de aproape 100.000 de sclavi pentru a recăpăta libertatea și independența acestora.
Între anii 80-400 e.n. se estimează că și-au pierdut viața în Colosseum în jur de 300.000 oameni, alături de peste 1 milion de animale.

## Organizare
Cea mai veche munera (lupta până la moartea unuia dintre participanți)  a avut loc la mormântul defunctului sau lângă el și acestea erau organizate de muneratorul lor (cel care făcea ofranda). Jocurile ulterioare au fost organizate de un editor , fie identic cu muneratorul , fie un oficial angajat de acesta. Odată cu trecerea timpului, este posibil ca aceste titluri și semnificații să fi fuzionat.  În epoca republicană, cetățenii privați puteau deține și antrena gladiatori sau îi puteau închiria de la un lanista (proprietarul unei școli de antrenament de gladiatori). De la principat încolo, cetățenii privați puteau deține munera și proprii gladiatori numai cu permisiunea imperială și rolul de editor era din ce în ce mai legat de oficialitatea statului. Legislația lui Claudius impunea chestoriilor, cel mai mic rang al magistratului roman, să subvenționeze personal două treimi din costurile jocurilor pentru comunitățile lor mici – de fapt, atât ca o reclamă a generozității lor personale, cât și ca o achiziție parțială a biroului lor. Jocuri mai mari au fost puse în scenă de magistrații înalți, care și-ar putea permite mai mult. Cele mai mari și mai fastuoase dintre toate au fost plătite de însuși împăratul.

### Speranța de viață
Un gladiator s-ar putea aștepta să lupte în două sau trei munere anual, iar un număr necunoscut ar fi murit în primul lor meci. Puțini gladiatori au supraviețuit la peste 10 lupte, deși unul a supraviețuit la 150 de lupte extraordinare;  și un altul a murit la vârsta de 90 de ani, probabil la mult timp după pensionare.  O moarte naturală după pensionare este, de asemenea, probabilă pentru trei persoane care au murit la 38, 45 și, respectiv, 48 de ani. George Ville, folosind dovezile din pietrele funerare ale gladiatorilor din secolul I, a calculat o vârstă medie la moarte de 27 de ani, iar mortalitatea „între toți cei care au intrat în arenă” la 19%. Marcus Junkelmann contestă calculul lui Ville pentru vârsta medie la moarte; majoritatea nu ar fi primit piatra funerară și ar fi murit la începutul carierei lor, la vârsta de 18-25 de ani.  Între perioada imperială timpurie și cea ulterioară, riscul de moarte pentru gladiatorii înfrânți a crescut de la 20% la 25% (1 din 4), probabil pentru că missio (cruțarea gladiatorului înfrânt) a fost acordată mai rar.  Hopkins și Beard estimează provizoriu un total de 400 de arene în întregul Imperiu Roman la cea mai mare extindere a sa, cu un total combinat de 8.000 de morți pe an din execuții, lupte și accidente.

### Dietă și îngrijire medicală

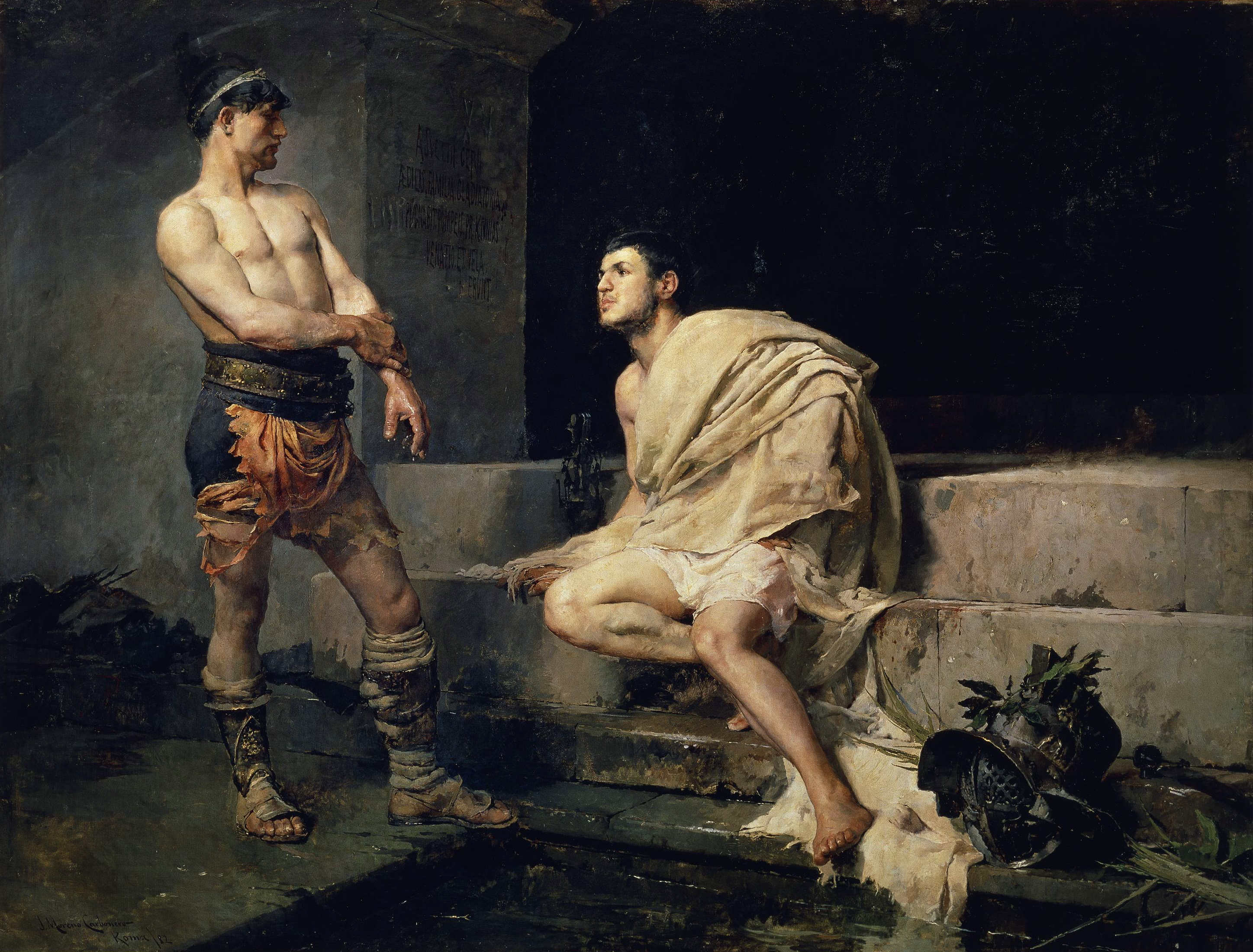
Gladiatori după luptă, José Moreno Carbonero (1882)

În ciuda disciplinei dure, gladiatorii reprezentau o investiție substanțială pentru lanista lor și, altfel, erau bine hrăniți și îngrijiți. Dieta lor zilnică, înalt calorică, vegetariană, a constat din orz, fasole fiartă, fulgi de ovăz, cenușă și fructe uscate.  Gladiatori erau numiți uneori hordearii (mâncători de orz). Romanii considerau orzul inferior grâului — o pedeapsă pentru legionari le înlocuia rația de grâu cu acesta — dar se credea că întărește corpul. Masajul regulat și îngrijirea medicală de înaltă calitate au ajutat la atenuarea unui regim de antrenament altfel foarte sever. O parte din pregătirea medicală a lui Galen a fost la o școală de gladiatori din Pergam unde a văzut (și mai târziu avea să critice) antrenamentul, dieta și perspectivele de sănătate pe termen lung ale gladiatorilor.

## Reconstrucții moderne
Unii recreatori romani încearcă să pună în scenă trupe de gladiatori romani. Unele dintre aceste grupuri fac parte din grupuri mai mari de reconstituire romană, iar altele sunt complet independente, deși ar putea participa la demonstrații mai mari de recreare romană sau de reconstituire istorică în general. Aceste grupuri se concentrează de obicei pe portretizarea luptei de gladiatori simulate într-un mod cât mai precis posibil.

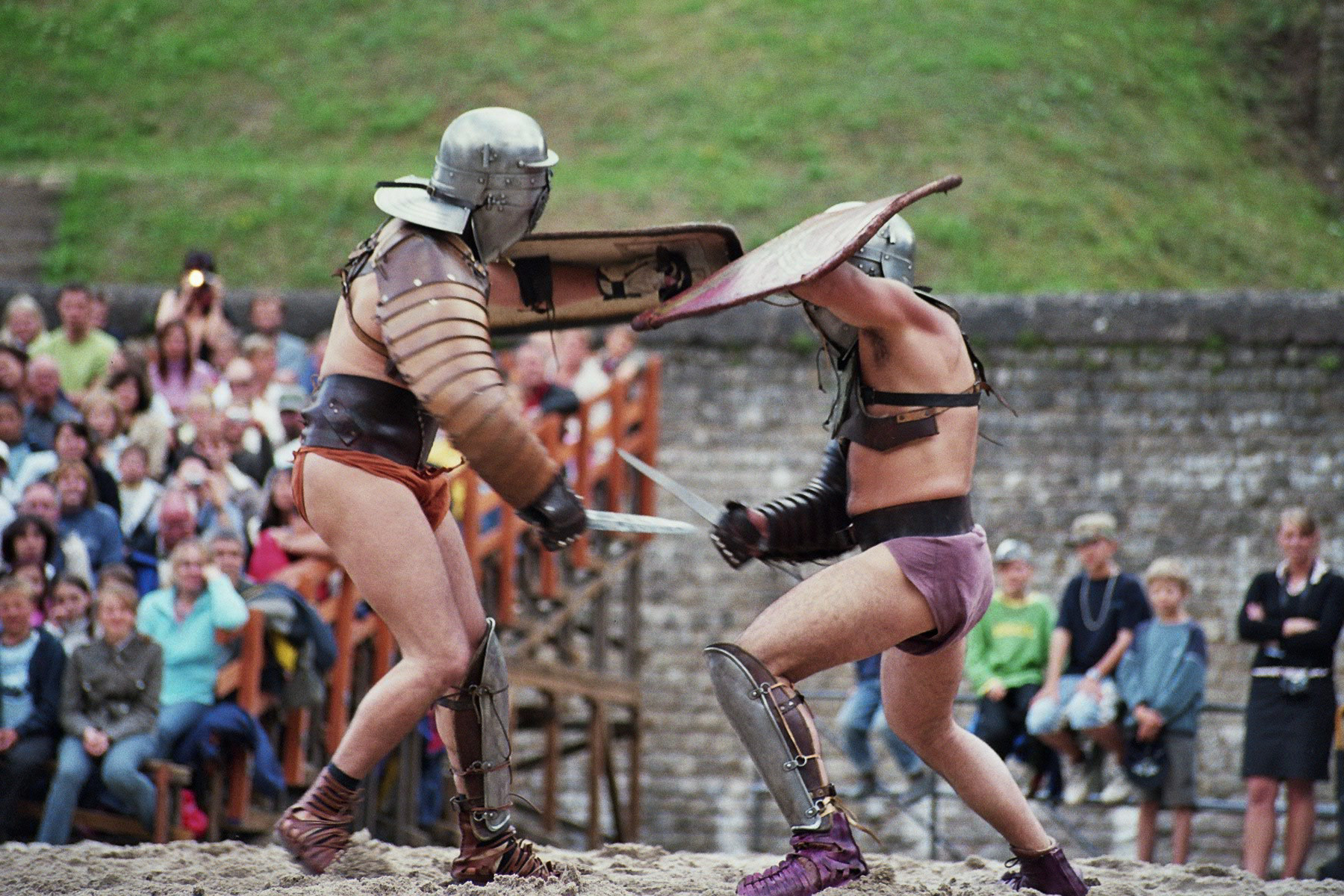
Gladiator show fight in Trier in 2005.
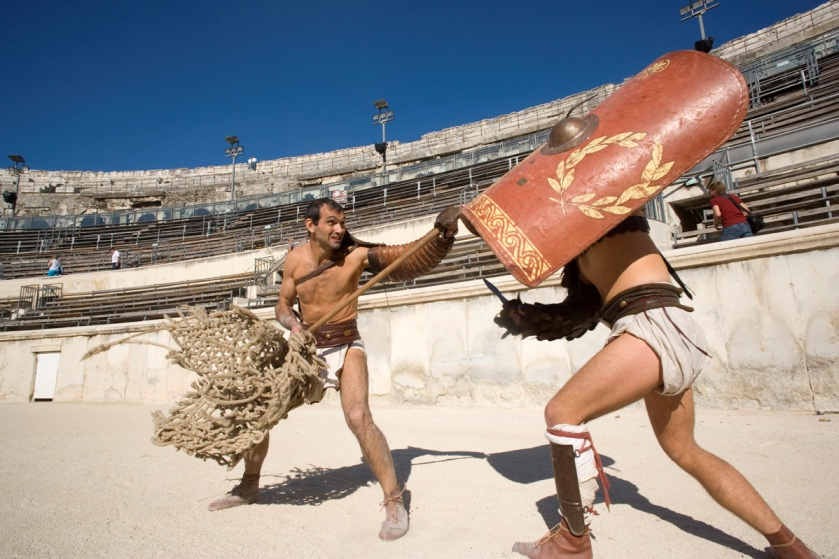
Nimes, 2005.
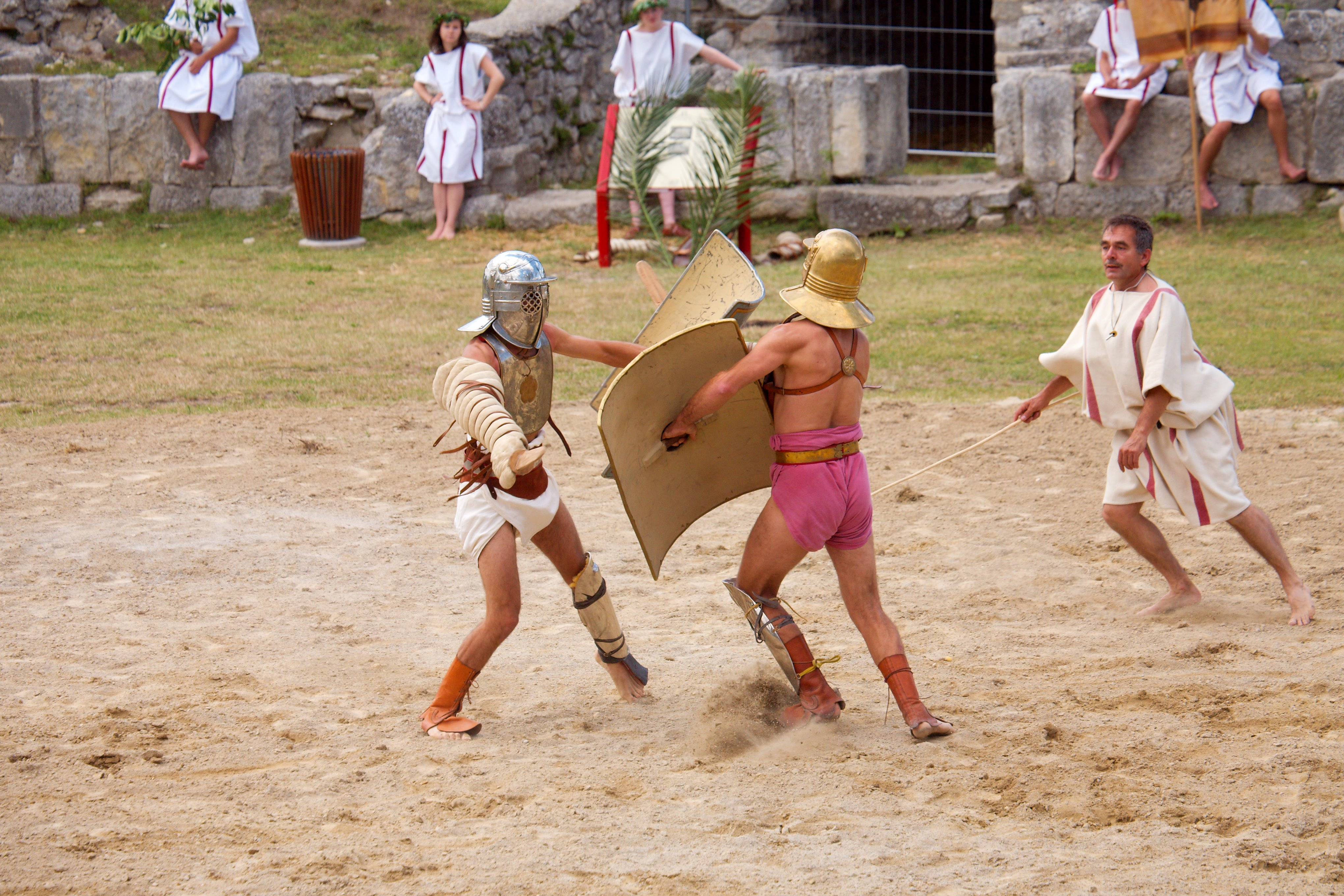
Carnuntum, Austria, 2007.
- Video of a show fight at the Roman Villa Borg, Germany, in 2011 (Retiarius vs. Secutor, Thraex vs. Murmillo).